# جون كارادين
جون كارادين ممثل أمريكي ولد في 5 فبراير 1906 - 27 نوفمبر 1988 معروف بأفلام الرعب مثل Shakespearean theatre شارك في فيلم فيلم عناقيد الغضب بدور كايسي. عضو في شركة John Ford's وهو من أشهر ممثلي شخصيات هوليوود . تزوج أربعة مرات وأنجب 5 أولاد وكان من بطريرك لعائلة كاراديان.

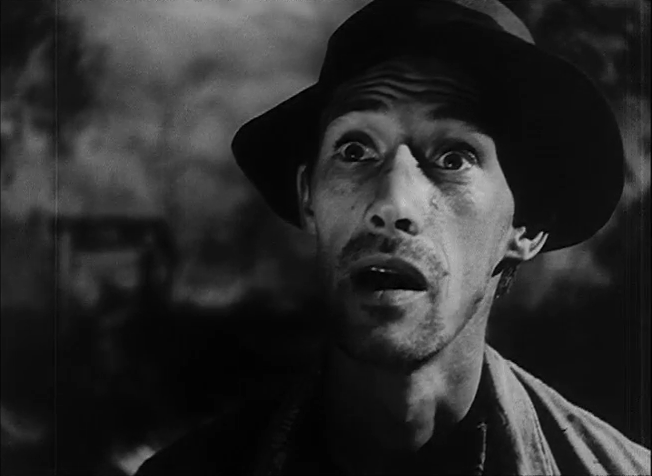
صورة جون كاراديان في دور كايسي في عناقيد الغضب (فيلم)

## روابط خارجية
- جون كارادين على موقع IMDb (الإنجليزية)
- جون كارادين على موقع الموسوعة البريطانية (الإنجليزية)
- جون كارادين على موقع روتن توميتوز (الإنجليزية)
- جون كارادين على موقع ألو سيني (الفرنسية)
- جون كارادين على موقع تيرنر كلاسيك موفيز (الإنجليزية)
- جون كارادين على موقع أول موفي (الإنجليزية)
- جون كارادين على موقع قاعدة بيانات برودواي على الإنترنت (الإنجليزية)
- جون كارادين على موقع قاعدة بيانات الأفلام السويدية (السويدية)
- جون كارادين على موقع إن إن دي بي (الإنجليزية)
- جون كارادين على موقع ديسكوغز (الإنجليزية)